# Blaumacher
Blaumacher ist eine schwarzhumorige deutsche Fernsehserie, die von einem hochgradig suizidgefährdeten Duo – einem Ehemann, Unternehmer und Familienvater Mitte vierzig und einer nicht einmal halb so alten frisch gebackenen Abiturientin – handelt. Die Erstausstrahlung der unter dem Arbeitstitel „Der Sommer meines Lebens“ vom 16. August bis 13. Oktober 2016 in Berlin gedrehten Serie begann am 7. Juni 2017 auf ZDFneo.

## Handlung
Für Frank Sporbert, Ehemann, Vater und erfolgreicher Mittelständler, läuft scheinbar alles perfekt: Die makellose Fassade, inklusive modernem Einfamilienhaus und klimaneutralem PKW, hat jedoch Risse. Seine Frau Carmen hat schon seit einiger Zeit eine Affäre mit ihrem Fitnesstrainer, und für seine Kinder Max und Becky ist er lediglich eine Art Geldautomat. Selbst in seiner Firma scheint Frank bedeutungslos. Seine Mitarbeiter tätigen wichtige Abschlüsse selbst, seine Abwesenheit fällt dabei nicht einmal auf. Frank fühlt sich leer und perspektivlos.
Da steht Nachbarstochter Sascha Decker vor seiner Tür. Kaum halb so alt wie Frank, fühlt sie sich genauso leer und verloren wie er. Die Tochter wohlhabender Eltern könnte alles haben, wonach ihr der Sinn steht – aber wahrgenommen wird sie in ihrer Familie nicht. Sascha hat keine Lust in das von ihren Eltern vorgefertigte Leben einzusteigen.

## Rezeption
„Wenn ZDFneo in Tragikomödie macht, darf’s ein bisschen derber sein. Überhaupt kommt einem … einiges bekannt vor. Nicht nur die (aus Zach Braffs „Garden State“ übernommene) totale Übereinstimmung in Farbe und Muster von Kurzarmoberhemd und Tapetenhintergrund. Und wenn der Schauspieler Josef Heynert – hier als angemessen tumber Durchschnittsdeutscher Thomas Müller – dem Protagonisten Hörner aufsetzt, dann erlebt der Zuschauer ein Déjà-vu, weil genau das auch Heynerts Daueraufgabe im Rostocker „Polizeiruf“ ist. Nachbarstochter: „Mal ehrlich – wegen der Frau n’ Stecker ziehen? Wenn du sie nicht fickst, dann hast du sie doch auch nicht vermisst!“ Böse pointierte Dialoge sind eine Königsdisziplin – und ein gefährlich schmaler Grat, wenn der Autor nicht Wilder oder Tarantino oder Dietl heißt (sondern Bernd Lange). Und ob all die Redundanzen nun lässig zitiert oder doch eher billig abgekupfert sind – nach zwei Folgen erscheint beides möglich. In jedem Fall muss man der alten Tante ZDF dankbar sein, wenn sie nicht völlig neuen, aber eben noch nicht so ausgelutschten – richtig sagt man wohl: unverbrauchten – Fernsehgesichtern … eine neue Bühne bereitet.“

„[Als] „Midlife-Crisis meets Coming of Age“ [gehört die Serie] … in die Phalanx der Stücke …, mit denen das Zweite auf seinem zweiten Kanal das jüngere Publikum erreichen will … Die … Autoren … drehen die Figuren der Geschichte durch den Wolf. Hier scheitert jeder nach Strich und Faden, was in den einzelnen Szenen und den Dialogen zumeist auf Comedy gebürstet wird, aber nicht zu einer Kalauerparade gerät. Die Kamerafrau Eeva Fleig sorgt derweil mit Bildern, die immer ein wenig nach „Breaking Bad“ aussehen, für Tableaus, die für sich sprechen.“

„Die Erzählweise erinnert eher ans amerikanische Independent-Kino als an deutsche Serien oder Fernsehfilme. Die Dramaturgie besitzt episodischen Charakter, Melancholie legt sich über die Bilder, Struktur und Stimmung ähneln einem Rocksong. „Smells Like Teen Spirit“ wird denn auch gleich in Folge 1 angestimmt. Die Serie besticht durch tragikomische Momente und eine Filmsprache, in der sich symbolische Ikonografie und optische Sinnlichkeit gegenseitig befruchten.“

„Kinoautor Bernd Lange hat mit seinen Kollegen im Writers’ Room eine ungewöhnliche Geschichte geschrieben, die den Zuschauern an vielen Stellen Raum zur Interpretation gibt und es trotz des dunklen Grund-Themas schafft, das Publikum durch teils absurde Szenen zum Lachen zu bringen. Die Regisseure Pia Strietmann und Maurice Hübner („Familie Braun“) haben diesen Faden aufgegriffen und ein stimmiges Gesamtbild geschaffen, das noch dazu mit passender Musik und guten Einfällen ebenso modern wie kreativ daherkommt.“

## Besetzung
| Schauspieler   | Rolle           | Hauptrolle (Staffel) | Anmerkungen (mit Handlungshinweisen) |
| -------------- | --------------- | -------------------- | --- |
| Marc Ben Puch  | Frank Sporbert  | 1.01–1.06            | Midlife-Crisis-geschüttelter Unternehmer und Familienvater in den Vierzigern                                                                                                |
| Laura Berlin   | Sascha Decker   | 1.01–1.06            | gelangweilte Nachbarstochter, die gerade auf einem Internat Abitur gemacht hat                                                                                              |
| Lisa Martinek  | Carmen Sporbert | 1.01–1.06            | Frau von Frank, die seit Jahren eine Affäre mit Thomas führt |
| Josef Heynert  | Thomas Müller   | 1.01–1.06            | Fitnesstrainer und seit Jahren heimlicher Geliebter von Carmen |
| Jannis Schmidt | Max Sporbert    | 1.01–1.06            | Der sechzehnjährige wohlstandsverwahrloste Sohn von Carmen und Frank nimmt Drogen und spürt, dass er auf die falsche Bahn gerät.                                            |
| Runa Greiner   | Becky Sporbert  | 1.01–1.06            | Die fünfzehnjährige pummlige Schwester von Max findet ihren Vater lächerlich sowie ihre Mutter in ihrem Fitness-Schönheitswahn peinlich und hat sich in eine Frau verliebt. |

## Episoden
| Nr.  | Titel            | Erstausstrahlung | Regie          | Drehbuch    | Marktanteil               |
| ---- | ---------------- | ---------------- | -------------- | ----------- | ------------------------- |
| 1.01 | Teen Spirit      | 7. Juni 2017     | Pia Strietmann | Bernd Lange | 3,2 % (850.000 Zuschauer) |
| 1.02 | Blasehase        | 14. Juni 2017    | Pia Strietmann | Bernd Lange | 2,2 % (550.000 Zuschauer) |
| 1.03 | Der Mann im Haus | 21. Juni 2017    | Pia Strietmann | Bernd Lange | 2,6 % (680.000 Zuschauer) |
| 1.04 | Öl ins Feuer     | 28. Juni 2017    | Maurice Hübner | Bernd Lange | 1,4 % (380.000 Zuschauer) |
| 1.05 | Papageno         | 5. Juli 2017     | Maurice Hübner | Bernd Lange |                           |
| 1.06 | Endspiel         | 12. Juli 2017    | Maurice Hübner | Bernd Lange | 2,3 % (620.000 Zuschauer) |

## Auszeichnungen
In der Kategorie Bildgestaltung gewann die Serie 2017 die Auszeichnung der Deutschen Akademie für Fernsehen. Der Preis ging an Eeva Fleig.